# Mohanlal
Mohanlal Viswanathan Nair (Elanthoor, 21 de mayo de 1960), conocido monónicamente como Mohanlal, es un actor, productor y cantante  ocasional indio que trabaja principalmente en el cine en idioma malabar. Ha tenido una carrera prolífica que abarca cuatro décadas, durante las cuales ha actuado en más de 300 películas. Además del malabar, también ha aparecido en otras películas indias regionales.

## Carrera
Hizo su debut como actor cuando era adolescente en la película Thiranottam en 1978, pero la producción retrasó su lanzamiento por 25 años debido a problemas de censura. Su debut en la pantalla se dio en la película romántica de 1980 Manjil Virinja Pookkal, en la que interpretó al villano. En los años siguientes, interpretó personajes antagónicos en varias películas y gradualmente se elevó a papeles secundarios. Hacia mediados de la década de 1980, se estableció como actor principal. Ganó el estrellato después de protagonizar una serie de películas de éxito comercial en 1986; el drama Rajavinte Makan estrenado ese año aumentó su popularidad en la escena local. 
Mohanlal prefiere trabajar en producciones en idioma malayo, pero también ha aparecido en algunas películas en hindi, en tamil, en telugu y en kannada. Algunas de sus películas notables en idiomas diferentes al malabar incluyen el drama político Tamil Iruvar (1997), el drama hindi Company (2002) y la película de acción telugu Janatha Garage (2016). Ha recibido cinco premios nacionales de cine: dos a mejor actor y un premio a la mejor película (como productor), también nueve galardones Kerala State  y Filmfare South y muchos otros elogios. En 2001, el gobierno de la India lo honró con el Padma Shri, el cuarto honor civil más importante en ese país, por sus contribuciones al cine indio. En 2008, mientras filmaba la película Kurukshetra, en la que interpretaba a un coronel del ejército indio, el actor expresó su interés en unirse al Ejército Territorial de la India, pero no pudo ingresar debido a que excedía la edad permitida para el cargo. De todas formas, en 2009 se convirtió en el primer actor en recibir el rango honorario de Teniente Coronel en el Ejército Territorial de la India. Recibió un doctorado honorario de la Universidad de Sánscrito Sree Sankaracharya en 2010.

## Vida personal
Mohanlal reside con su familia en Kerala. Se casó con Suchitra, hija del productor de cine tamil K. Balaji el 28 de abril de 1988. La pareja tiene dos hijos: Pranav Mohanlal y Vismaya Mohanlal. Pranav actuó en algunas películas, debutando en Onnaman (2001). Mohanlal no se opuso cuando su hijo expresó el deseo de actuar. Es dueño de una casa en Ooty y de un piso en Burj Khalifa en Dubái. Se describe a sí mismo como una persona religiosa y espiritual y le gusta leer a Osho, J. Krishnamurti, Aurobindo y Ramana Maharshi. A menudo ha declarado que el giro de los acontecimientos en su vida, incluida su carrera cinematográfica, fue totalmente accidental. Su hermano mayor, Pyarelal, murió en el año 2000 durante un ejercicio militar.